# Route nationale 33 (Luxemburg)
Die Route nationale 33 oder N33 ist eine durch den Kanton Esch/Alzette in Hufeisenform verlaufende Hauptstraße mit 7,1 km Länge.

## Aktueller Verlauf
Sie beginnt im Kreisverkehr Kayl (durch diesen führt auch die N31) und ist dann weiter in Richtung Tetingen bis nach Rümelingen geführt um dann in Richtung Kayler Poteau bis kurz vor Esch-Lallingen zu verlaufen, wo sie nochmals die N31 kreuzt.

## Historische Entwicklung
- Mit Inbetriebnahme der N33 im Jahre 1865, wird diese als Straße von Redingen/Attert in Richtung Athus (Mémorial A21/1865[1]) bezeichnet. Die für diese Trasse vergebene Nummer wurde in 1958 jedoch in N  umgewidmet.
- Im 1995 wurde für die Straße von Kayl via Rumelange über den Poteau de Kayl erstmalig die Nummerierung N 33 verwendet. Diese Achse verläuft zwischen CR  bei Rumelange und Kayl, der CR 166 von Poteau nach Rumelange und der CR166A nach Rumelange folgend.
- Per Gesetz vom 15. Dezember 2021 wurde die N 33 zwischen Kayl und der Autobahn-Ausfahrt Kayl (Nr. 7) auf die Autoroute  verlängert. Diese Verlängerung, kommend von einer Gemeindestraße von Kayl zwischen der N 31 und dem alten Verlauf der CR 165, zwischen der alten Vicinalstraße und der Autobahn.

- 1999: Umbau der Kreuzung aus N  und N 33 in Kayl in einen Kreisverkehr (Mémorial A32/1999[2]).

## Internet
- Beschreibung der Nationalstraßen (PDF) der Administration des Ponts et Chaussées
- Karte des nationalen Straßennetzes (PDF; 2,0 MB) auf der Internetseite der Administration des Ponts et Chaussées

## Bildergalerie

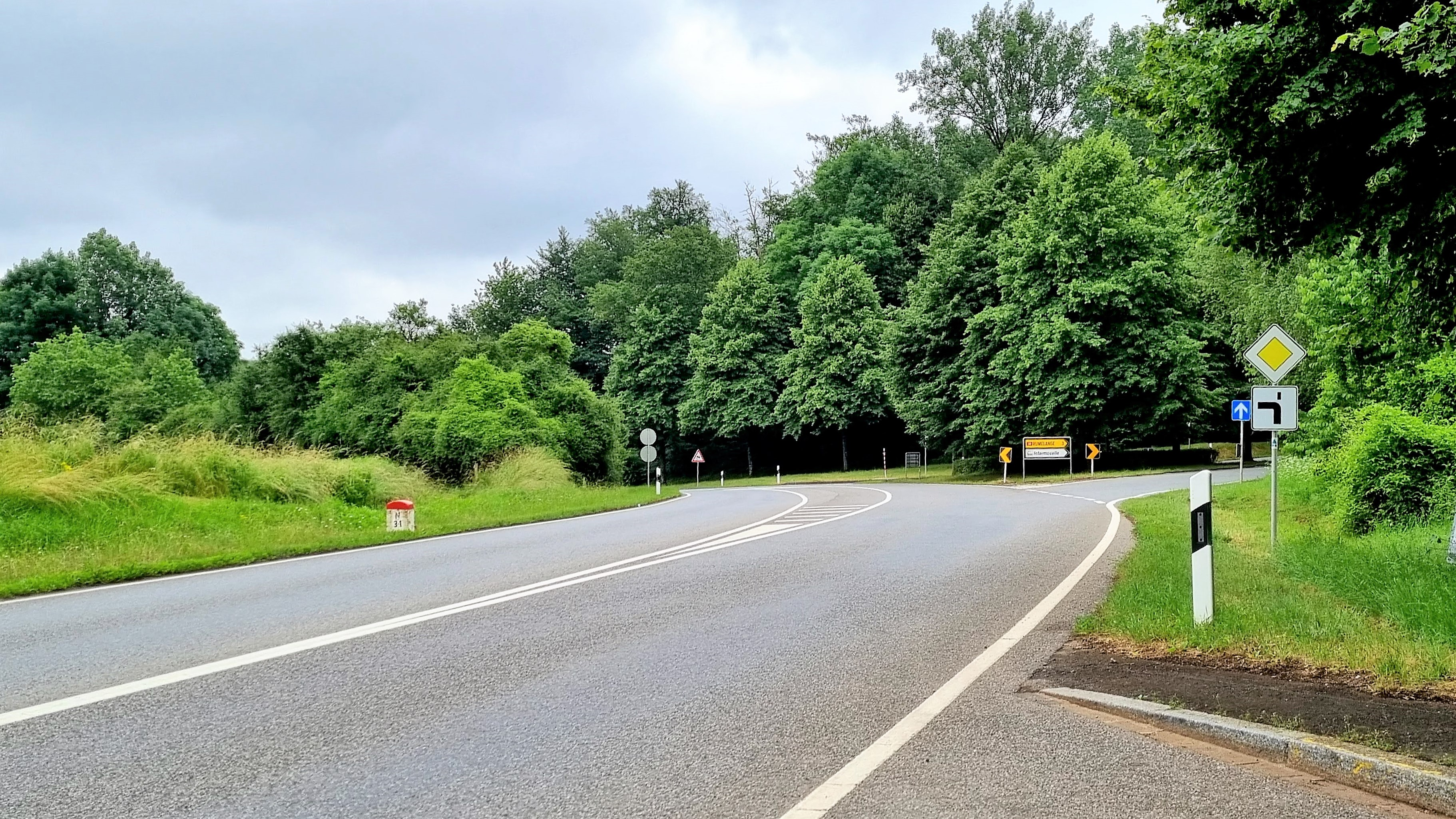
N33 am Kayler Poteau